# Назрань
Назра́нь (ингуш. На́на-На́ьсаре, Наьсаре) — город на юге России в составе Республики Ингушетия. Административный центр Назрановского района, в состав которого не входит. Город республиканского значения. Образует городской округ город Назрань. Крупнейший город Ингушетии, в 1992—2000 годах её фактическая столица.

## Название
В середине XIX века упоминается как аул Назрань. В 1944 году, с депортацией чеченцев и ингушей и упразднением Чечено-Ингушской АССР селение было включено в состав Северной Осетии и переименовано в Коста-Хетагурово в честь осетинского поэта К. Л. Хетагурова. После восстановления Чечено-Ингушской АССР селению в 1957 году возвращено название Назрань, в 1967 году оно преобразовано в город Назрань.

### Этимология
Топоним предположительно объясняют из антропонима — имени первопоселенца Нясара, который упоминается в народных легендах. Возможно, есть определённая связь топонима с названием минеральной водой Нарзан, встречающейся на территории современного Ставропольского края, или с кабардинским названием Кисловодска — Нарцанэ/Нарцана.
Исследователи Л. И. Лавров и В. И. Марковин связывали топоним с арабским словом «аль-насараа» (النصارى), означающим «христианин». Лавров утверждал, что название появилось вследствие того, что христианство продержалось дольше в Назрани в отличие от других соседних мест Ингушетии. Хотя, автор поясняет, что мусульмане здесь уже присутствовали в 1405—1406 гг.

## География
Город расположен на левом берегу реки Сунжи, в западной части республики, у административной границы с Северной Осетией. Находится в 4 км к северо-западу от столицы республики — Магаса.

## История

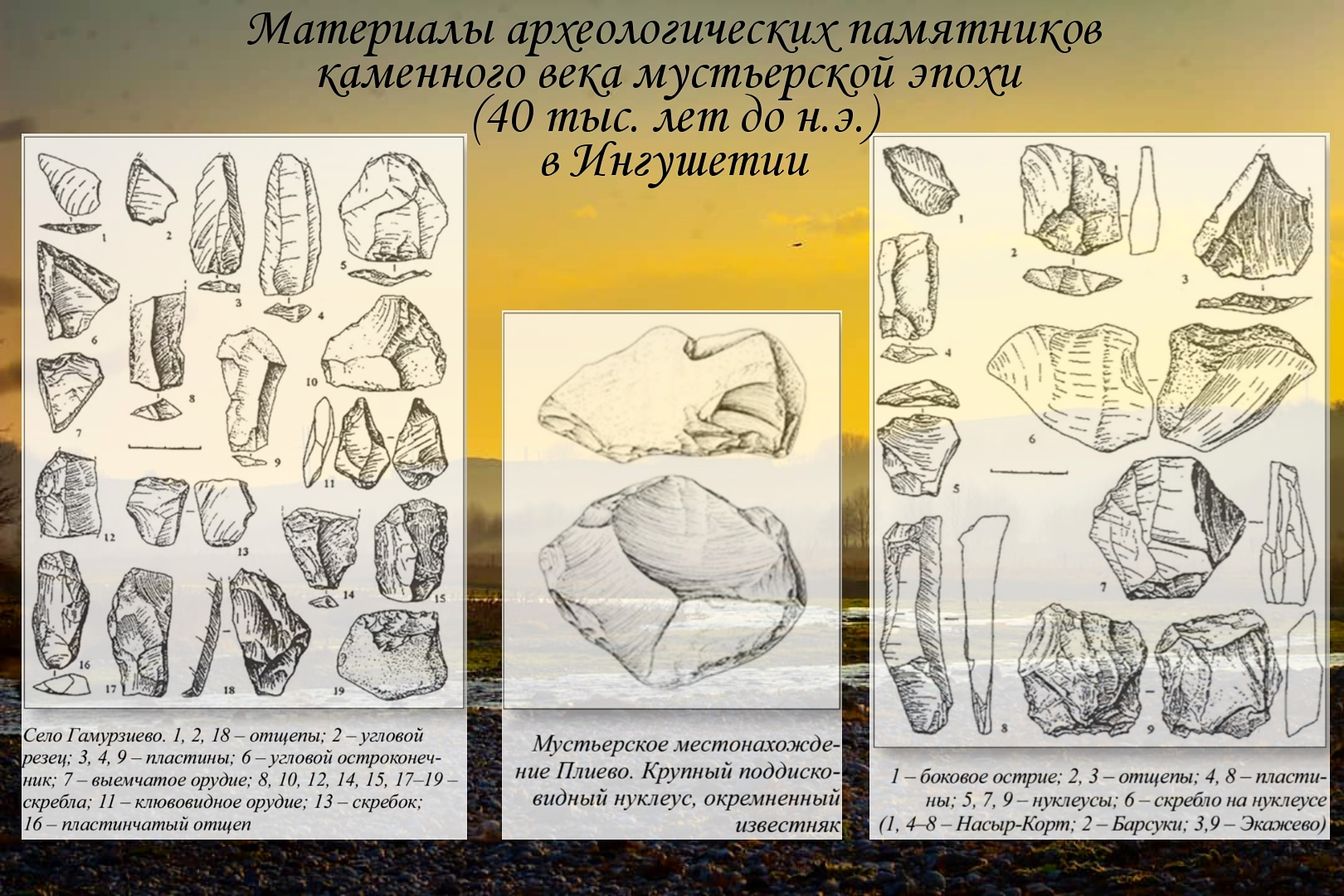

Территория Назрани была заселена человеком с эпохи среднего каменного века. Около 30 каменных мустьерских изделий преимущественно из андезита были открыты В. П. Любиным в окрестностях Гамурзиево. Было установлено, что орудия обнаруженные здесь изготавливались из местных пород, и, что в этой местности в эпоху мустье существовала небольшая мастерская по обработке камня. Кремнёвые орудия эпохи верхнего палеолита обнаружены в Экажево.

### Назрановский редут

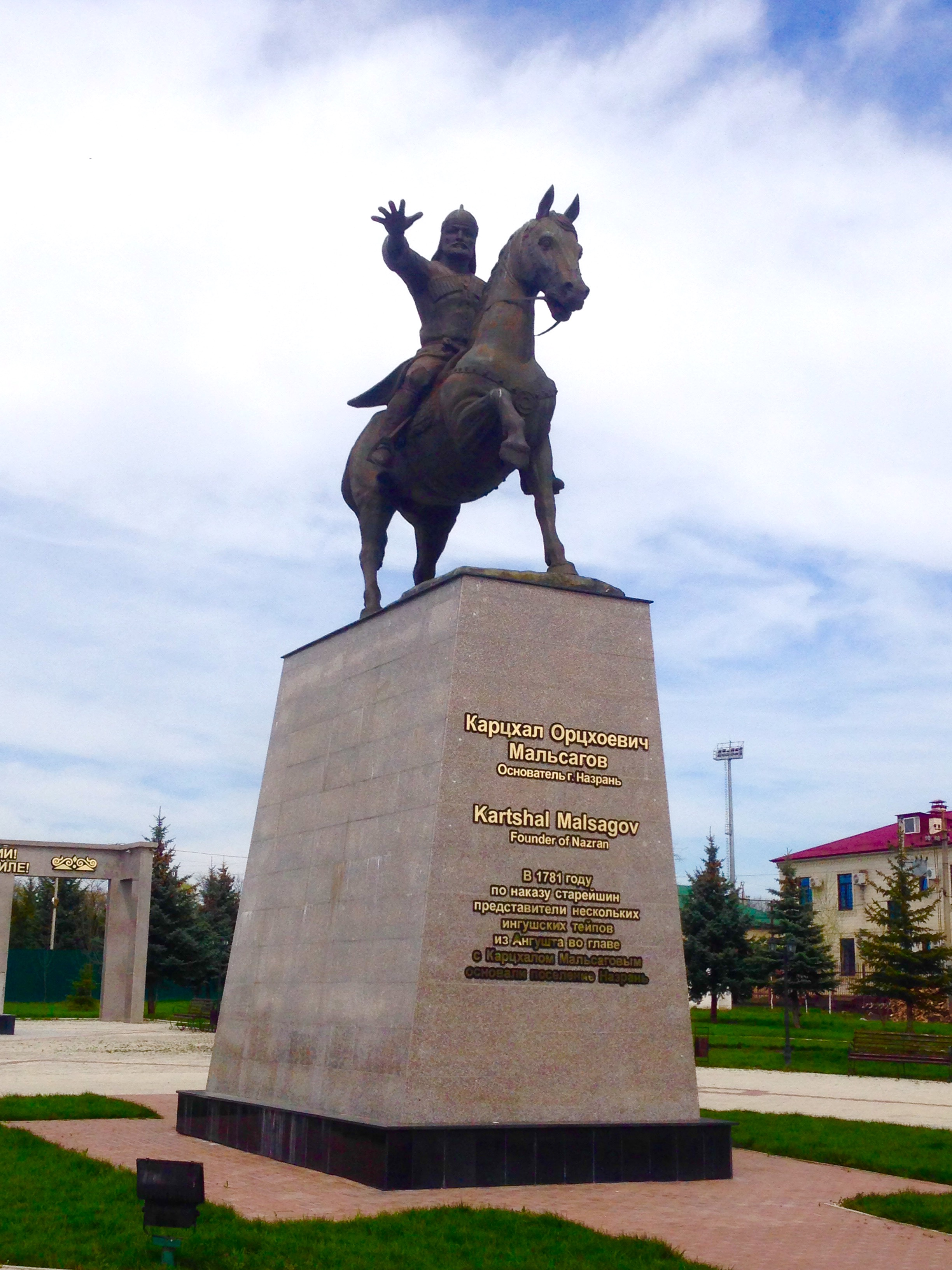
Памятник Карцхалу Мальсагову, по легенде основавшему Назрань

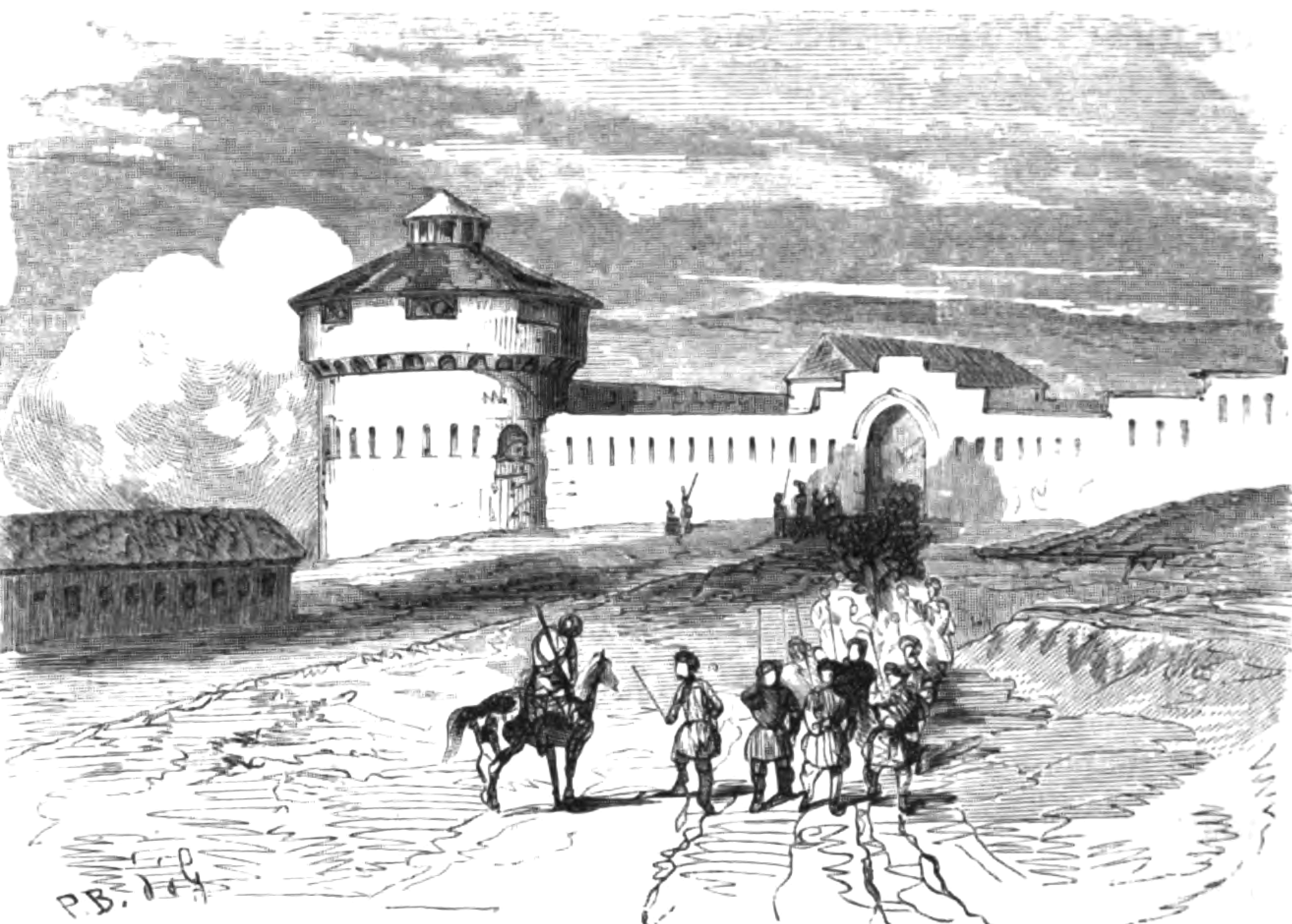
Крепость Назрань. Рисунок 1859 года.

Датой основания населённого пункта Назрань принято считать 1781 год. За основу приняты сведения офицера квартирмейстерской части Российской армии дивизионного квартирмейстера Л. Л. Штедера, который непосредственно побывал в 1781 году на территории современной Ингушетии с целью сбора военно-топографической информации и указал на ингушские сторожевые посты на реке Назранке. Существует утверждение и о более раннем непосредственном упоминании Назрани, а именно в 1769/1770 гг. на карте «Северной части Османской империи» итальянского математика, астронома, геодезиста и картографа Джованни Антонио Рицци-Заннони. В российских официальных документах укреплённый населённый пункт Назрань впервые упоминается в 1810 году как Назрановский редут, возведённый генералом И. П. Дельпоццо для прикрытия дороги из Моздока во Владикавказ. Для фортификационных работ были привлечены русские военные инженеры из Моздока.
В период Кавказской войны, с 1817 по 1832 год крепость Назрань неоднократно перестраивалась и укреплялась. В 1818 году Назрановский редут укрепил А. П. Ермолов, в том же году он заложил в низовье Сунжи крепость Грозную. Близ Назрановского укрепления располагались станицы терских казаков Троицкая, Сунженская (позже — Слепцовская), Ассиновская и Вознесенская. За отражение нападения имама Шамиля на крепость Назрань в апреле 1841 года, Назрановское общество было награждено императором Николаем I Георгиевским знаменем.

#### Назрановское восстание 1858 года
В 1858 году произошло Назрановское восстание. Комитет для разбора личных и поземельных прав туземцев объяснял причины восстания нежеланием ингушей проживать в отведённых им местах и, в связи с этим, «невозможностью иметь за жителями надлежащий надзор». В ходе восстания ингушское население безрезультатно попыталось отбить у казаков крепость Назрань. Восстание было успешно подавлено А. И. Барятинским. В 1860-х годах было принято решение об укреплении Назрановского редута, с чем было связано появление новых казацких станиц в окрестностях крепости — Карабулакской, Тарской, второй Сунженской и Нестеровской.

#### Развитие города Назрань
В 1868 году в Назрани была открыта Назрановская горская школа — первое светское учебное заведение в Области Войска Терского и единственное на территории Ингушетии, открытое до революции 1917 года, в котором ингуши обрели возможность учить русскую грамоту и получать среднее образование. В 1893 году в Назрани был построен железнодорожный вокзал, а с 1894 года через Назрань началось регулярное железнодорожное сообщение. С развитием инфраструктуры в городе Назрань в 1909 году был выделен Назрановский округ — административно-территориальная единица Терской области в России, просуществовавшая до 1920 года.

### Гражданская война в России
В период гражданской войны в России в городе Назрань были распространены революционные настроения, связанные с призывами большевиков перераспределить землю. Уже в 1918 году началась политика расказачивания, так на III-м съезде народов Терека 22-28 мая 1918 года было принято постановление о конфискации крупных помещичьих земель, отмене частной собственности на землю и ликвидации казацкой «чересполосицы». В этот период на берегах Терека и Сунжи один за другим вспыхивают казачьи мятежи. В казацких мятежах также принимали участие представители родовитых ингушских семей, владевших имениями в царские времена. С ноября 1918 по февраль 1919 года разворачиваются бои на Северном Кавказе, в ходе которых пробольшевистски настроенные ингуши оказывали всяческое сопротивление белогвардейцам.
В результате боевых столкновений на Кавказе А. Г. Шкуро удалось уговорить оборонявших Назрань пробольшевистски настроенных жителей сдаться. После одержанной победы ВСЮР в Добровольческую армию А. И. Деникина, наряду с казаками, стали вступать и некоторые ингуши, сочувствовавшие белогвардейцам. Уроженец Назрановского округа Терской области С. А. Мальсагов сформировал в составе Добровольческой армии Первый ингушский кавалерийский полк. В 1920 году, после поражений ВСЮР, в Назрани вновь была восстановлена советская власть. Постановлением большевистского съезда ингушского народа было принято решение оказывать Красной Армии посильную помощь в борьбе с Добровольческой армией на Юге России. В ноябре 1920 года город Назрань официально вошёл в состав Горской ССР, которая затем была преобразована в Горскую АССР декретом ВЦИК от 20 января 1921 года.

### В годы Советской власти
С 1924 года Горская АССР входила в Северо-Кавказский край РСФСР. В 1929 году в Горской АССР был упразднён Сунженский казачий округ, после чего последовала депортация терских казаков из станиц в окрестностях Назрани, а в 1936 году из Горской АССР была выделена Чечено-Ингушская АССР в составе РСФСР, в которую были включены земли бывшего Сунженского казачьего округа. В 1944 году было принято решение о депортации чеченцев и ингушей, в связи с чем село Назрань вошло в состав Северо-Осетинской АССР и было переименовано в Коста-Хетагурово (в честь осетинского поэта Коста Хетагурова). После восстановления Чечено-Ингушской АССР в 1957 году селу было возвращено историческое название Назрань. Статус города присвоен 16 октября 1967 года. В городе в 1980-е года построили многоквартирные 5, 9 этажные жилые дома.

### Новейшее время
В июне 1992 года в Назрани временно была образована администрация вновь образованной Ингушской Республики в составе Российской Федерации.
Город не являлся официальной столицей, но осуществлял функции административного, культурного, экономического центра Ингушетии до 2000 года, пока не была образована столица современной республики в специально построенном для этого городе — Магасе, расположенном в 4 километрах от Назрани. В 2004 году во время Второй чеченской кампании было совершено нападение боевиков на Назрань, в ходе которого были совершены атаки на местных жителей и сотрудников правопорядка: 98 человек было убито и 104 получило ранения. Для обеспечения порядка в городе Назрань расположена воинская часть.

## Административное устройство

Административные округа г. Назрани
Альтиевский
Гамурзиевский
Насыр-Кортский
Центральный

Назрань в рамках административно-территориального устройства Ингушетии имеет статус города республиканского значения, в рамках местного самоуправления образует городской округ город Назрань.

### Административное деление
Город Назрань делится на четыре административных округа:
| № | Административный округ | Население, чел. | Код ОКАТО  |
| - | ---------------------- | --------------- | ---------- |
| 1 | Альтиевский            | ↗10 526         | 26 406 362 |
| 2 | Гамурзиевский          | ↗13 269         | 26 406 368 |
| 3 | Насыр-Кортский         | ↗30 209         | 26 406 371 |
| 4 | Центральный            | ↗73 990         | 26 406 378 |

Администрация города Назрань состоит из главы Администрации, его заместителей, управляющий делами, начальников отделов, главных и ведущих специалистов, а также глав административных округов.
В структуру Администрации г. Назрань входят следующие территориальные органы местной Администрации г. Назрань:
- администрация Альтиевского административного округа;
- администрация Гамурзиевского административного округа;
- администрация Насыр-Кортского административного округа;
- администрация Центрального административного округа.

### Местное самоуправление
Структуру органов местного самоуправления города Назрань составляют:
- представительный орган местного самоуправления — Городской совет;
  - председатель городского совета местного самоуправления — Костоев Магомед Ахмедович.
- исполнительно-распорядительный орган муниципального образования — местная Администрация г. Назрань;
  - глава городского округа — Тумгоев Асланбек Магомедович[1]
- контрольно-счётный орган городского округа Назрань — контрольно-счётная палата г. Назрань.

### История административного устройства
Город Назрань образован на основе собственно посёлка Назрань (ныне — Центральный АО) и позже присоединённых к нему сёл Насыр-Корт, Альтиево, Гамурзиево.
26 апреля 1991 года Верховный Совет Российской Федерации принял Закон «О реабилитации репрессированных народов», в мае 1991 года Чечено-Ингушская АССР была переименована в Чечено-Ингушскую Республику, 4 июня 1992 года Верховный Совет Российской Федерации принял Закон «Об образовании Ингушской Республики в составе Российской Федерации», в 1993—1999 годах Назрань являлась временным административным центром Ингушетии.
21 декабря 1995 года было принято Постановление Парламента Республики Ингушетия № 112 «Об образовании округов г. Назрань», согласно которому в черту г. Назрань на правах муниципальных округов были включены пять сёл: Насыр-Корт, Гамурзиево, Альтиево, Барсуки и Плиево, 30 декабря 1995 года указом президента Республики Ингушетия № 225 «О статусе города Назрань» Назрани был придан статус города республиканского подчинения с выделением его в самостоятельную административно-территориальную единицу, 4 января 1999 года администрация президента Республики Ингушетия переехала из Назрани в новое здание Дворца президента в Магасе, 16 января 1999 года переехало Правительства Республики Ингушетия из Назрани в Магас. Таким образом территория Назрани была расширена, в городе образованы Центральный, Альтиевский, Барсукинский, Гамурзиевский, Насыр-Кортский и Плиевский муниципальные округа
25 июня 2009 года указом президента Республики Ингушетия № 121 было установлено, что с 1 июля 2009 года Барсукинский и Плиевский округа были упразднены, выведены из состава Назрани, и как сёла Барсуки и Плиево возвращены в состав Назрановского района в виде муниципальных образований со статусом сельского поселения Барсуки и Плиево (с единственными населёнными пунктами и с административными центрами в сёлах Барсуки и Плиево соответственно).
Таким образом, число округов города было сокращено до четырёх и они были преобразованы в административные округа города, которые не являются муниципальными образованиями.

### Главы (мэры)
- 2008—2012: Бейэл Оздоев
- 2012—2019: Алихан Тумгоев
- 2019—н. в.: Урусхан Евлоев

## Население
| 1939     | 1959     | 1970     | 1979     | 1989     | 1990     | 1991     | 1992     | 1993     | 1996     |
| -------- | -------- | -------- | -------- | -------- | -------- | -------- | -------- | -------- | -------- |
| 2838     | ↗5703    | ↗12 894  | ↗14 945  | ↗18 246  | ↘18 000  | ↗19 000  | ↗19 400  | ↗23 000  | ↗72 000  |
| 1997     | 1998     | 1999     | 2000     | 2001     | 2002     | 2003     | 2004     | 2005     | 2006     |
| ↗75 000  | ↗76 400  | ↗77 000  | ↗78 000  | ↗113 400 | ↗125 066 | ↗125 100 | ↗127 300 | ↗128 800 | ↗130 241 |
| 2007     | 2008     | 2009     | 2010     | 2011     | 2012     | 2013     | 2014     | 2015     | 2016     |
| ↗132 226 | ↗134 280 | ↗136 991 | ↘93 335  | ↗93 949  | ↗98 660  | ↗102 471 | ↗105 823 | ↗109 284 | ↗113 288 |
| 2017     | 2018     | 2019     | 2020     | 2021     | 2023     | 2024     | 2025     |          |          |
| ↗116 020 | ↗117 936 | ↗119 842 | ↗122 261 | ↗122 350 | ↗124 086 | ↗126 292 | ↗127 994 |          |          |

На 1 января 2025 года по численности населения город находился на 135-м месте из 1124 городов Российской Федерации.
Национальный состав
Динамика изменения национального состава
| Год переписи | 1939          | 1970              | 1979              | 1989              | 2002               |
| ------------ | ------------- | ----------------- | ----------------- | ----------------- | ------------------ |
| ингуши       | 895 (31,5 %)  | ▲ 11 787 (91,4 %) | ▲ 14 116 (94,4 %) | ▲ 17 597 (97,4 %) | ▲ 106 345 (85,0 %) |
| чеченцы      | 44 (1,6 %)    | ▲ 56 (0,4 %)      | ▲ 92 (0,6 %)      | ▼ 39 (0,2 %)      | ▲ 16 996 (13,6 %)  |
| русские      | 1324 (46,7 %) | ▼ 773 (6,0 %)     | ▼ 506 (3,4 %)     | ▼ 218 (1,2 %)     | ▲ 1146 (0,9 %)     |
| другие       | 575 (20,2 %)  | ▼ 278 (2,2 %)     | ▼ 231 (1,6 %)     | ▲ 392 (2,1 %)     | ▲ 579 (0,5 %)      |

По данным Всероссийской переписи населения 2010 года:
| № | Национальность | Численность, чел. | Доля    |
| - | -------------- | ----------------- | ------- |
| 1 | ингуши         | 92 175            | 98,76 % |
| 2 | чеченцы        | 385               | 0,41 %  |
| 3 | русские        | 189               | 0,20 %  |
| 4 | Другие         | 586               | 0,63 %  |
| 5 | Итого          | 93 335            | 100 %   |

По итогам переписи населения 2020 года проживали следующие национальности (национальности менее 1 % и другое, см. в сноске к строке «Другие»):
| Национальность | Численность, чел. | Доля     |
| -------------- | ----------------- | -------- |
| Ингуши         | 119 826           | 97,94 %  |
| Другие         | 2524              | 2,06 %   |
| Итого          | 122 350           | 100,00 % |

## Климат
Климат города влажный континентальный, варьирующийся от умеренного до резко континентального степного. Зима бывает снежной и мягкой, в конце января — начале февраля формируется устойчивая морозная погода. Период с мая по июль обычно является самыми дождливым в году. В конце июля — начале августа наступает жаркая погода. Солнечных ясных дней очень мало — в среднем в году около 50-60 дней ясно, около 80-90 дней осадки, в остальное время — 210—230 дней пасмурно и облачно.
| Показатель                    | Янв. | Фев. | Март | Апр. | Май | Июнь  | Июль | Авг. | Сен. | Окт. | Нояб. | Дек. | Год |
| ----------------------------- | ---- | ---- | ---- | ---- | --- | ----- | ---- | ---- | ---- | ---- | ----- | ---- | --- |
| Средний суточный максимум, °C | 3    | 3    | 7    | 15   | 19  | 23    | 26   | 25   | 20   | 14   | 8     | 4    | 14  |
| Средний суточный минимум, °C  | −6   | −6   | −1   | 5    | 10  | 13    | 16   | 15   | 11   | 6    | 0     | −4   | 5   |
| Норма осадков, мм             | 24,1 | 28,3 | 43,4 | 60,1 | 92  | 125,3 | 79,9 | 68,7 | 51,8 | 45,1 | 37,2  | 26,1 | 682 |
| Источник: MSN Weather         |      |      |      |      |     |       |      |      |      |      |       |      |     |

## Образование
Дошкольное
- Детский сад «Солнышко» войск нацгвардии РФ
- Детский сад № 1 «Волшебный замок»
- Детский сад № 1 «Буратино»
- Детский сад № 2 «Мир детства»
- Детский сад № 2 «Лунтик»
- Детский сад № 3
- Детский сад № 4
- Детский сад № 5
- Детский сад № 6
- Детский сад № 7 «Солнечная башня»
- Детский сад № 8
- Детский сад № 9 «Планета детства»
- Детский сад № 13 «Умники и умницы»
- Детский сад № 15 «Фиалка»

Среднее
- Гимназия № 1
- Лицей № 1
- Средняя общеобразовательная школа № 1
- Средняя общеобразовательная школа № 2
- Начальная общеобразовательная школа № 2
- Средняя общеобразовательная школа № 3
- Средняя общеобразовательная школа № 4
- Средняя общеобразовательная школа № 5
- Средняя общеобразовательная школа № 6
- Средняя общеобразовательная школа № 7
- Средняя общеобразовательная школа № 9
- Средняя общеобразовательная школа-сад № 10
- Средняя общеобразовательная школа-сад № 11
- Средняя общеобразовательная школа № 12
- Средняя общеобразовательная школа № 13
- Средняя общеобразовательная школа № 14
- Средняя общеобразовательная школа № 15
- Начальная общеобразовательная школа № 16
- Начальная общеобразовательная школа № 17
- Средняя общеобразовательная школа № 18
- Средняя общеобразовательная школа № 19
- Средняя общеобразовательная школа № 22
- Школа-интернат № 1

Дополнительное
- Республиканский центр творчества детей и юношества
- Детская школа искусств
- Спортивная школа олимпийского резерва по боксу
- Центр детского технического творчества
- Центр детско-юношеского туризма и краеведения

Среднее специальное
- Аграрный техникум имени И. Б. Зязикова. Открыт 23 октября 1928 года как зооветеринарный техникум[58]

- Колледж сервиса и быта
- Медицинский колледж имени А. И. Тутаевой
- Педагогический колледж
- Политехнический колледж
- Политехнический колледж имени Юсупа Иссаевича Арапиева

## Инфраструктура
В городе базируются Назрановский пограничный отряд Северо-Кавказского пограничного управления ФСБ России (сформирован в 1995 году) и 126-й полк внутренних войск МВД России (с 2004 года).
Железнодорожная станция Назрань на линии Беслан — Слепцовская Северо-Кавказской железной дороги. Раньше железная дорога от станции Назрань была проложена до Грозного, но после боевых действий в Чеченской республике участок от Слепцовской до Грозного разобрали.
Действуют 9 маршрутов городского автобуса, обслуживаемые ГУП «Ингушавтотранс». Подвижной состав: автобусы особо малого класса ГАЗ-3221 «Газель», автобусы малого класса ПАЗ-3205 и ПАЗ-3204.

## Экономика
- хлебопекарня,
- мол.завод,
- тур.база,
- завод лёгких сплавов «Вилс»,
- бетонный завод,
- Нерудпром,
- швейное объединение «Теймах»,
- полиграфический комбинат,
- Металлоторг (металлобаза в Ингушетии, филиал крупнейшего в европейской части России предприятия, реализующего металлопрокат),
- Завод алюминиевых профилей «РИАК»

## Спорт
В Назрани базируется футбольный клуб «Ангушт». Здесь прошли чемпионат России по вольной борьбе 2017 года и чемпионат России по дзюдо 2019 года.

## Культура, развлечения, достопримечательности
- Государственная филармония Республики Ингушетия имени А. Хамхоева
- Ингушский государственный драматический театр имени И. Базоркина
- Ингушский государственный музей краеведения имени Т. Х. Мальсагова
- Ингушский государственный театр юного зрителя
- Русский государственный музыкально-драматический театр Республики Ингушетия

## Религия
В городе расположено пять крупных и около 15 небольших мечетей.
При российской военной части действует часовня Пресвятой Троицы.

## Известные уроженцы
Родившиеся в Назрани:
Хасан Магометович Халмурзаев — российский дзюдоист, олимпийский чемпион 2016 года в категории до 81 кг, чемпион Европы, чемпион Европы среди юниоров, чемпион России, призёр юношеских Олимпийских игр 2010 года в Сингапуре, чемпион летней Универсиады 2015 года в Кванджу. Заслуженный мастер спорта России.

## Галерея

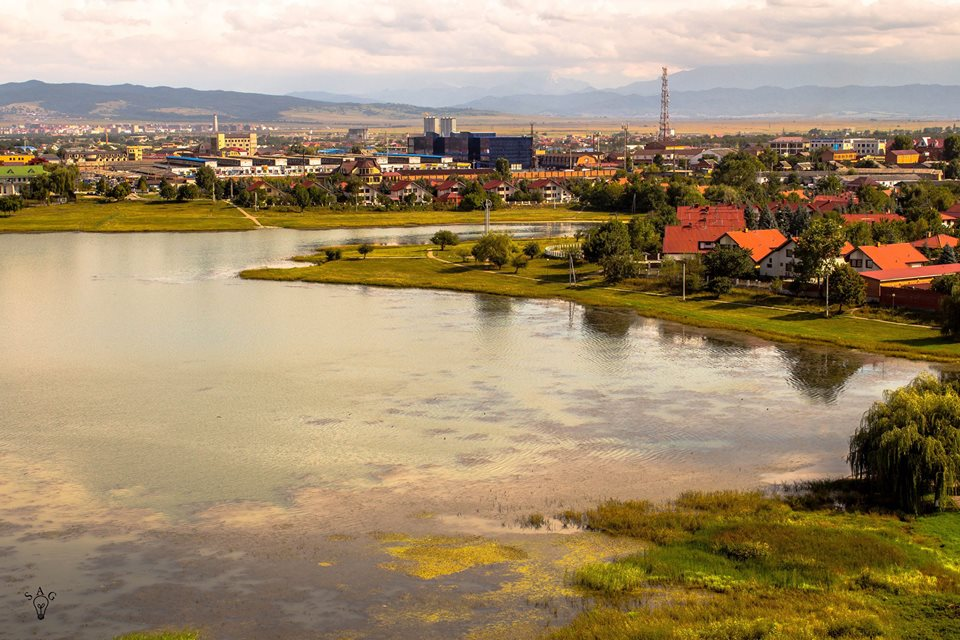
Городской пруд города Назрань.
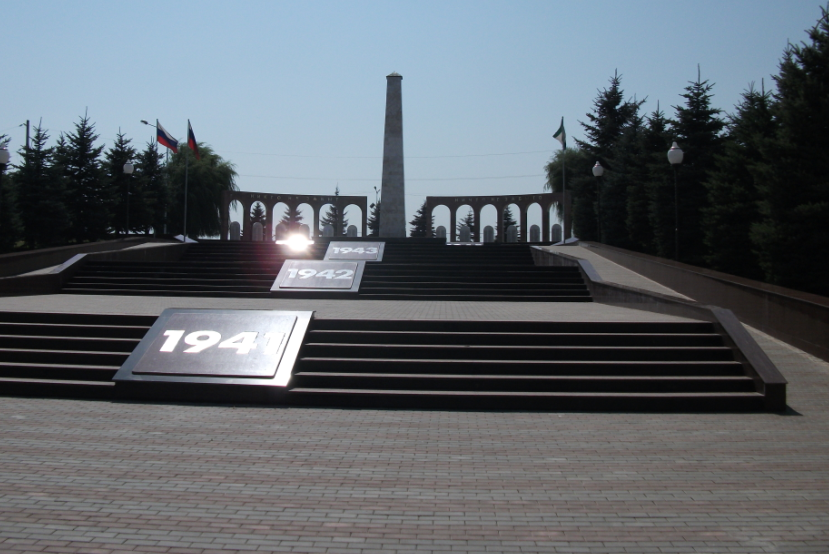
Мемориал памяти погибших в Великой Отечественной войне, 2010 год.
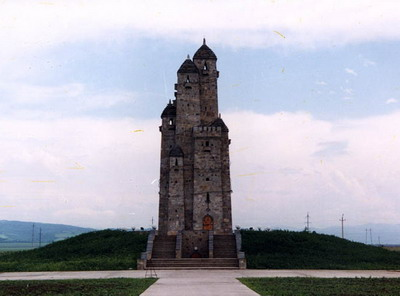
Мемориал памяти жертв политических репрессий, 2003 год.
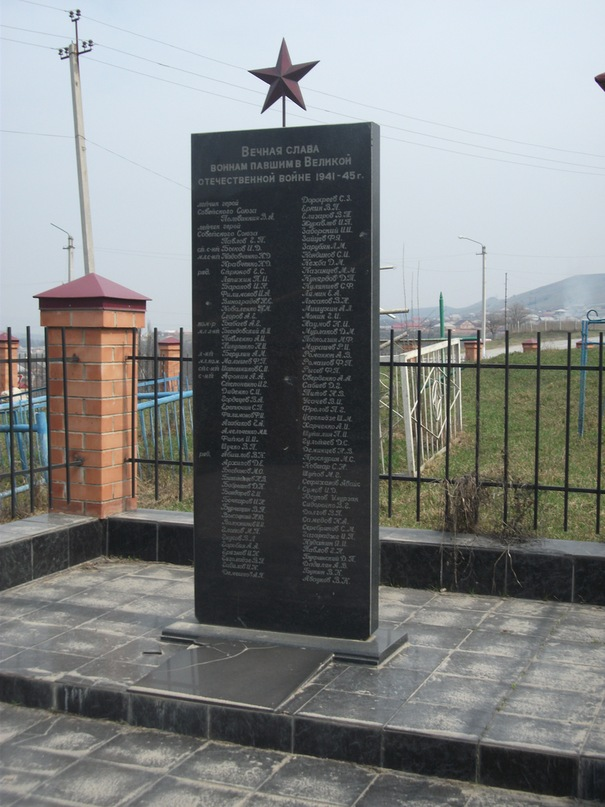
Мемориал павшим в годы Великой Отечественной войны, 2011 год.
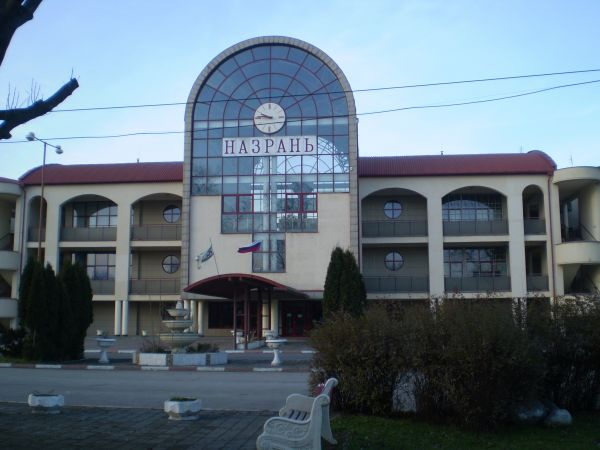
Железнодорожный вокзал. Вид со стороны привокзальной площади.
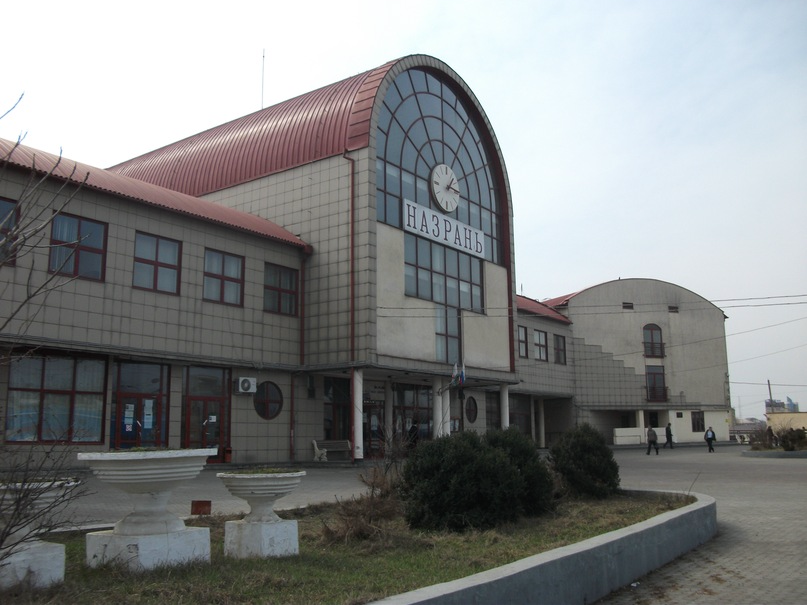
Железнодорожный вокзал. Вид со стороны перрона, 2011 год.

### Комментарии
1. ↑  ингуш. Наьсар, также Наьрт-Наьсар — «герой/богатырь Наьсар»